# 澤木敬郎
澤木 敬郎（沢木 敬郎、さわき たかお、1931年2月3日 - 1993年9月20日）は、日本の法学者。専門は国際私法。学位は、法学博士（東京大学・1959年）（学位論文「比較法学における法系の役割」）。元立教大学法学部教授。

## 生涯
東京市（現新宿区）生まれ。1954年東京大学法学部卒、1959年同大学院基礎法学博士課程修了、「比較法学における法系の役割」で法学博士の学位を取得。立教大学法学部助教授、教授、法学部長。在任中に61歳で逝去。

## 著書
- 『国際私法入門』有斐閣双書 1972
- 『トランプ百科 遊びかたから必勝法まで』光文社 カッパ・ホームス 1977

### 共編著
- 『国際私法講義』山田鐐一共編 青林書院新社 青林講義シリーズ 1970
- 『国際私法演習』山田鐐一共編 有斐閣 1973
- 『国際私法の争点』編 有斐閣 法律学の争点シリーズ 1980
- 『法とは何か 法学原理十二講』所一彦共編著 北樹出版 1980
- 『国際金融取引 2 (法務編)』石黒一憲,三井銀行海外管理部共著 有斐閣ビジネス 1986
- 『国際民事訴訟法の理論』青山善充共編 有斐閣 1987
- 『法学原理』荒木伸怡共著 北樹出版 ホーンブック 1988
- 『新しい国際私法 改正法例と基本通達』南敏文共編著 日本加除出版 1990
- 『国際私法入門 第4版』道垣内正人共著 有斐閣双書 1996
- 『国際私法の争点 新版』秌場準一共編 有斐閣 法律学の争点シリーズ 1996

翻訳
- 『諸外国法典シリーズ アメリカの担保付取引』監訳 国際商事法研究所 1981

## 論文
- Cinii